# Violão tenor

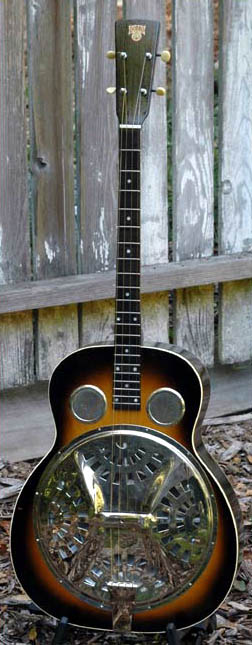
Um Violão Tenor

Violão tenor é um instrumento de cordas com características similares ao do violão e do bandolim. Seu formato é similar ao do violão, com proporções ligeiramente reduzidas, dispondo apenas de 4 cordas, com afinação "lá, ré, sol, dó".
O instrumento teria surgido nos EUA por volta dos anos 1920, sendo uma espécie de banjo tenor montado no corpo de um violão. Inicialmente, muito utilizado nos primórdios da música country, como o Bluegrass. A célebre Gibson foi a primeira grande empresa a fabricá-lo. No entanto, o Violão Tenor ganhou um significado e uma aplicação que tornou-se típica na música popular brasileira dos anos 1930, sendo parte da harmonização de conjuntos vocais e, posteriormente, tornando-se um instrumento alvo para virtuoses solistas do gênero do choro. Projetado e popularizado pelo músico Garoto (1915-1955), o instrumento desenvolvido no Brasil pelo luthier Angelo Del Vecchio era também uma adaptação do banjo, dotado de uma membrana de alumínio na caixa de ressonância, sistema que viria a ser conhecido como "dinâmico", inspirado no Dobro norte-americano.
O músico José Menezes foi, além de Garoto, um dos nomes ligados ao desenvolvimento do instrumento, enquanto outros, como Álvaro Brochado Hilsdorf, Pedro Amorim, Henrique Cazes e Renato Anesi têm procurado reavivar a popularidade do violão tenor no últimos anos.